# Tauriel
Tauriel è un personaggio immaginario presente nella trilogia cinematografica fantasy Lo Hobbit, diretta da Peter Jackson e basata sull'omonimo romanzo di J. R. R. Tolkien. È un'elfa, capo delle guardie del reame di Bosco Atro, che nella trilogia è interpretata da Evangeline Lilly, doppiata, nella versione italiana, da Daniela Calò.

## Creazione e sviluppo
Tauriel non è presente nel racconto originale, ma è stata creata appositamente per i film come un incremento del materiale adattabile dal libro, ma soprattutto perché nel romanzo Lo Hobbit non ci sono personaggi femminili. Il personaggio è stato creato per la prima volta quando i film de Lo Hobbit dovevano essere diretti da Guillermo del Toro da Philippa Boyens e Fran Walsh. In seguito, l'idea del personaggio è stata mantenuta anche quando la regia è passata a Peter Jackson che ha così commentato la scelta «Sì, c'è una reazione negativa da parte dei fans più accaniti ma ci sono anche tante ragazze e bambine di ogni età che sono entusiaste di vedere un personaggio in cui si possano identificare in questa saga. Dipende dai punti di vista.».
Dal canto suo, Evangeline Lilly è una fan dichiarata dei libri e pertanto lei stessa ci teneva che il suo personaggio non stonasse con la storia originale. L'attrice ha spiegato che il triangolo amoroso tra lei, Legolas e Kíli non era previsto nella sceneggiatura iniziale, anzi, che aveva accettato la parte solo a condizione di non essere coinvolta in ruoli romantici. E inizialmente fu così: quando Lilly girò per la prima volta tutte le sue scene, nel 2011, non vi era la sottotrama amorosa ma poi quando tornarono a girare nuovamente nel 2012, gli sceneggiatori la informarono che gli studios pretendevano una storia d'amore nel film e il suo personaggio era stato scelto per quella parte e non c'era nulla da fare.
Tauriel è, nelle intenzioni degli sceneggiatori, un personaggio che è l'incarnazione dello spirito degli Elfi Silvani, dei quali J. R. R. Tolkien stesso ha parlato in molte sue opere, anche se non specificamente ne Lo Hobbit.

## Biografia

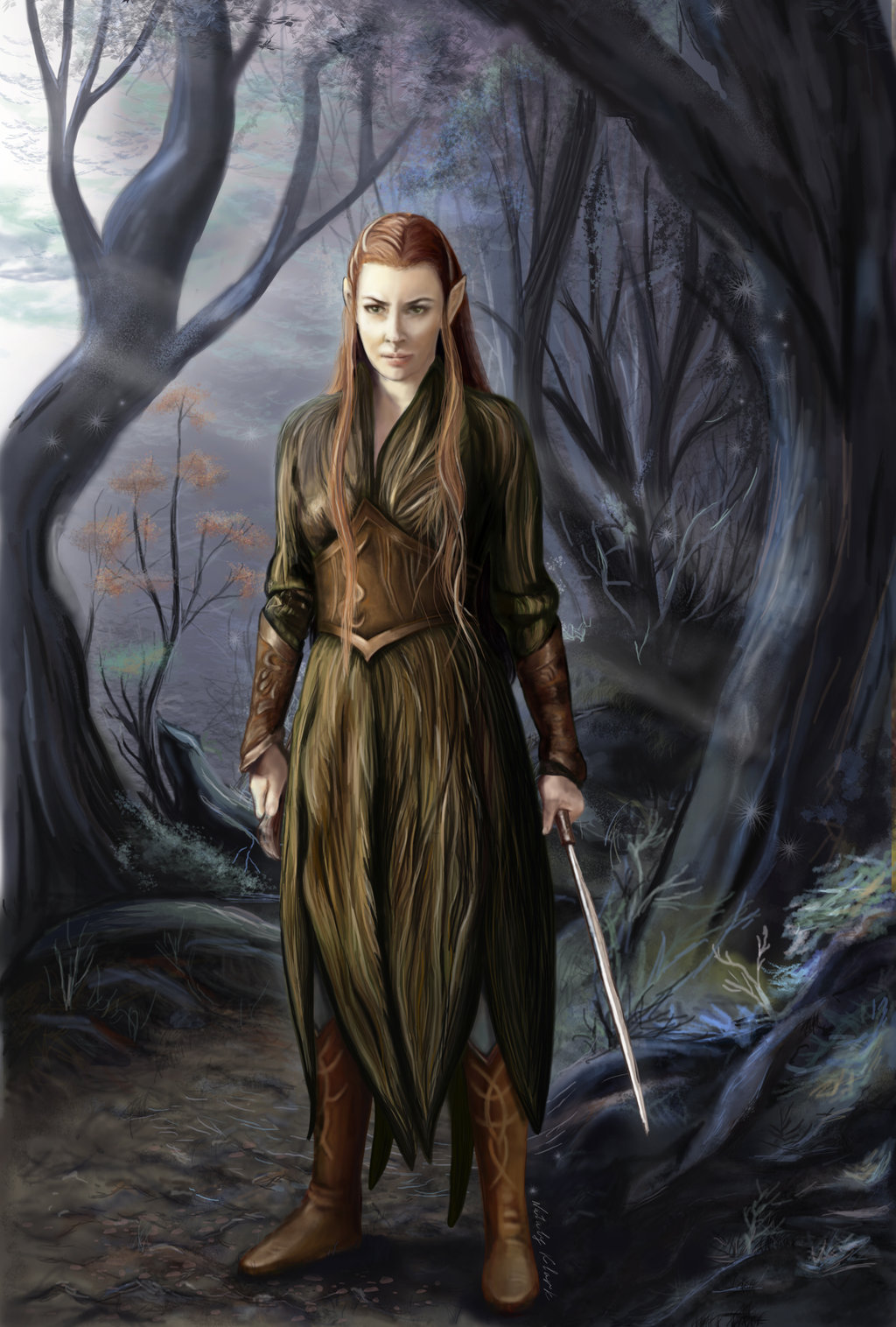
Raffigurazione artistica di Tauriel

Riguardo al passato del personaggio, Evangeline Lilly afferma: «Molte persone non conoscono il suo passato, e nel film non troverà spazio, ma Tauriel è un'orfana. I suoi genitori sono stati uccisi dagli orchi. Quando capisci questo dato, diventa chiaro perché sia così motivata a combattere il male, perché sia diventata una macchina da guerra, capo della guardia elfica, e perché Thranduil l'abbia messa sotto la sua ala protettiva.» Diventa grande amica di Legolas, figlio del re.
Tauriel compare per la prima volta nel secondo film della trilogia, La desolazione di Smaug, nel momento in cui Bilbo Baggins e i tredici nani guidati da Thorin Scudodiquercia vengono attaccati da ragni giganti. Tauriel e Legolas, alla guida di alcuni Elfi Silvani, sconfiggono i ragni e catturano i nani. Durante l'imprigionamento di questi ultimi, Tauriel instaura un buon rapporto con Kíli, in quanto entrambi condividono la voglia di spensieratezza e l'impulsività. Quando gli orchi, guidati da Bolg, attaccano il reame di Bosco Atro, Tauriel affronta gli invasori. Successivamente, dopo aver scoperto che Kíli è stato ferito da una freccia morgul, decide di guarire il nano morente alla Città del Lago. Insieme a Legolas, che ha deciso di seguirla, giunge alla Città del Lago, dove si procura dell'Athelas per curare Kíli.
Ne La battaglia delle cinque armate, quando Smaug esce da Erebor per vendicarsi sulla popolazione della Città del Lago, Tauriel aiuta Kíli, le figlie di Bard ed i nani rimasti in città a sfuggire dal drago. Dopo aver scoperto che Bolg guida un esercito di orchi dal Monte Gundabad, Tauriel e Legolas partecipano alla battaglia dei cinque eserciti, nella quale Tauriel vede morire Kíli per mano di Bolg mentre i due stavano tentando inutilmente di sconfiggere il gigantesco orco. Al termine della battaglia, Tauriel piange sul corpo del suo amato e viene raggiunta da Thranduil che, commosso, perdona l'elfa e riconosce che i due si amavano davvero. Il destino del personaggio alla fine del terzo film dello Hobbit rimane incognito, e con tutta probabilità al termine della battaglia alla Montagna Solitaria Tauriel farà ritorno con Re Thranduil e i soldati Elfi Silvani superstiti nel Reame Boscoso, subentrando nel ruolo di comandante dei capitani della guardia al posto dello stesso Legolas, che a fine battaglia decide di non tornare con il suo popolo.

## Caratteristiche
Evangeline Lilly descrive il personaggio con queste parole: «È un'elfa giovanissima, ha appena 600 anni, diversamente da Legolas che ne ha circa 1900 e Thranduil che ne ha circa 3000. Non ha la saggezza e la compostezza che gli altri due hanno; è un po' più combattiva. Spontanea, forse più ardente. Per interpretare il personaggio ho dovuto dimostrare una certa grazia nei movimenti. Ma in teoria devo sembrare anche una spietata massacratrice.». Essendo un'Elfa Silvana, Tauriel appartiene ad un ordine decisamente inferiore rispetto agli elfi mostrati ne Il Signore degli Anelli (Arwen, Galadriel, Elrond, Legolas). In battaglia combatte usando l'arco e due pugnali mentre il suo nome significa "Figlia della Foresta".
Ha un forte legame con Legolas, poiché i due si conoscono sin da quando erano piccoli. Lilly afferma che Thranduil «vede qualcosa di molto speciale in Tauriel», ma il signore elfico è comunque contrario ad un'eventuale unione tra suo figlio e l'elfa guerriera. L'ottimo rapporto tra Tauriel e Kíli sboccia subito dopo il loro primo incontro: i due, infatti, condividono molte cose in comune, specialmente la voglia di spensieratezza e l'impulsività. Ben presto i due si innamoreranno, nonostante appartengano a due razze diverse e per di più anche anticamente nemiche. Anche questa volta Thranduil non approva l'interesse che l'elfa prova nei confronti del nano, anzi arriva addirittura a non riconoscere neppure l'amore tra i due Solo alla fine della trilogia, dopo la morte di Kíli, Thranduil riconosce che l'amore tra Tauriel e Kíli era sincero.

## Accoglienza
Prima dell'uscita de Lo Hobbit - La desolazione di Smaug, Lilly aveva espresso alcune preoccupazioni verso i puristi de Lo Hobbit riguardo al suo personaggio: «Sono sicura che ci saranno persone che odieranno Tauriel, che penseranno che non dovrebbe essere nel film, che è un tradimento di Tolkien e che non la interpreterò bene. Poi ci sarà una fascia di persone tra loro che invece la adorerà e penserà che sarà divertente averla nel film». Dopo l'uscita del film, come aveva anticipato Lilly, il personaggio di Tauriel ha scatenato forti dibattiti tra i puristi di Tolkien.
Oltre a criticare l'aggiunta del personaggio, i puristi ritengono che una storia d'amore tra un elfo e un nano sia un'eresia per Tolkien e il suo mondo.
Ciononostante, il personaggio è stato anche accolto favorevolmente da una considerevole parte di appassionati e fans. In risposta ai puristi, i sostenitori di Tauriel affermano che il personaggio viene eccessivamente disprezzato a priori solo perché non è canonico, sottolineando però che non si tratta del primo caso in cui gli adattamenti cinematografici si prendono delle libertà. Anche alla première del terzo film di Londra, Evangeline è stata accolta con calore e gioia dai moltissimi fan presenti che le hanno chiesto a gran voce foto e autografi. Stessa cosa per la première di Los Angeles.
Per la sua interpretazione, Lilly è stata nominata nel 2013 per un Critics' Choice Movie Awards come Miglior attrice in un film d'azione, nel 2014 per un Saturn Award come Miglior attrice non protagonista e per un Empire Award come Migliore attrice non protagonista.

### Annotazioni
1. ↑  Precisamente lo stralcio di dialogo in cui si viene a sapere è questo: 
«Thranduil: Legolas ha detto che ai combattuto bene, oggi. Si è molto affezionato a te.
Tauriel: Ti assicuro, mio signore. Legolas mi considera solo un capitano della guardia.
Thranduil: Forse sì, una volta. Adesso, non ne sono così sicuro.
Tauriel: Io non credo che tu concederesti a tuo figlio di impegnarsi con un umile Elfo Silvano.
Thranduil: No, hai ragione. Non lo farei. Tuttavia lui tiene a te. Non dargli speranza laddove non c'è.»
2. ↑  Precisamente lo stralcio di dialogo in cui si viene a sapere è questo: 
«Che ne sai tu dell'amore? Niente! Quello che provi per quel nano non è reale. Credi che sia amore? Sei pronta a morire per quello?»